# 카렌 부스크
카렌 부스크(덴마크어: Karen Busck, 1975년 1월 5일~)는 덴마크의 가수이다.

## 음반
- Hjertet ser(2001)
- By(2003)
- En kærlighedsaffære(2008)